# Cyphopterum grossum
Cyphopterum grossum är en insektsart som beskrevs av Lindberg 1954. Cyphopterum grossum ingår i släktet Cyphopterum och familjen Flatidae. Inga underarter finns listade i Catalogue of Life.